# Меліоративна система
Меліорати́вна систе́ма — технологічно цілісна інженерна інфраструктура, що охоплює такі окремі об'єкти, як меліоративна мережа каналів, трубопроводів (зрошувальних, осушувальних, осушувально-зволожувальних, колекторно-дренажних) з гідротехнічними спорудами і насосними станціями, захисні дамби, спостережна мережа, дороги і споруди на них, взаємодію яких забезпечує управління водним, тепловим, повітряним і поживним режимом ґрунтів на меліорованих землях.
Меліоративні системи масово будувалися у 1970—1980 роках, передавалися на баланс районних водгоспів.
За послуги з меліоративних робіт сплачували колгоспи, радгоспи тощо. Самі роботи здійснювалися працівниками, яких приймали на роботу в водгосп і які займалися інспектуванням меліоративних систем, їх розчищенням від замилення, заростання та псування.
Строк служби меліоративної системи складає не більше 25 років.

## Приклади
- Батарська меліоративна система[1]
- Бортницька зрошувальна система[2]
- Інгулецька зрошувально-обводнювальна система[3]